# Austroagalloides grisea
Austroagalloides grisea  (лат.) — вид прыгающих насекомых рода Austroagalloides из семейства цикадок (Cicadellidae). Эндемики Австралии (один из наиболее распространённых видов рода, встречающийся от запада и севера до востока и юга материка). Длина самцов 5 мм, самок — 7 мм. Желтовато-коричневые с чёрными отметинами, глаза коричневые. Скутеллюм гладкий, у самок — серый, у самцов — жёлтый. Встречаются на деревьях и кустарниках. Цилиндрической формы цикадки; голова короткая, округлённая. Макросетальная формула задних бёдер равна 2+0. Глаза крупные, так что голова вместе с глазами выглядит шире пронотума.